# Pałac w Radziechowie
Pałac w Radziechowie – pałac wybudowany w miejscowości Radziechów.
Parterowy pałac kryty dachem dwuspadowym. Od frontu portyk z czterema kolumnami podtrzymującymi trójkątny fronton. Po bokach korpusu piętrowe ryzality również zwieńczone frontonami. Po bokach stojące prostopadle do pałacu dwie parterowe oficyny. Przy pałacu znajdowała się oranżeria i szklarnie.
W czasie II wojny światowej zarówno kościół, jak i pałac uległy zniszczeniu. Po wojnie rozebrano je do fundamentów. Obecnie na terenie kościoła jest szpital, a na miejscu pałacu budynek rady powiatowej.